# Bibircsesbogár
A bibircsesbogár (Malachius aeneus) a rovarok (Insecta) osztályának bogarak (Coleoptera) rendjébe, ezen belül a mindenevő bogarak (Polyphaga) alrendjébe és a sziklaibogár-félék (Melyridae) családba tartozó faj.

## Előfordulása
A bibircsesbogár megtalálható egész Európában, Anatóliában, a Kaukázusban és Szibériában. Magyarországon mind hegyvidéken, mind az alföldi területeken előforduló, közönséges bogárfaj.

## Megjelenése
Ez a bogár 6-8 milliméteres és feltűnő rajzolatú. A vörös szárnyfedőkön széles, fémeszöld varratfolt húzódik. Az előtor feketés-zöld, fémes csillogású. Feje a szemek előtt és a csápok között, valamint az előtor elülső szöglete sárga. A Malachiinae alcsaládra jellemzők az 1. potrohszelvény tövén kétoldalt kitüremlíthető 1-1 bőrzsák, a hím nemi illatanyagot kiválasztó mirigyei. A nász során a hím bőrzsákjai vérrel megtelve kitüremkednek, és illatanyagot bocsátanak ki. A nőstény beleakaszkodik a bőrzsákba, és készségessé válik a párosodásra. Ezenkívül zavarás esetén, ragadozók ellen is használják a bőrzsákokat.

## Életmódja
Virágos rétek lakója. Ernyősvirágzatúakon, fűfélék kalászain találkozhatunk velük leggyakrabban. Mind a lárva, mind az imágó ragadozó életmódot folytat.